# 5385 Kamenka
5385 Kamenka (1975 TS3) là một tiểu hành tinh vành đai chính được phát hiện ngày 3 tháng 10 năm 1975 bởi L. I. Chernykh ở Đài vật lý thiên văn Crimean.